# Crescencio II

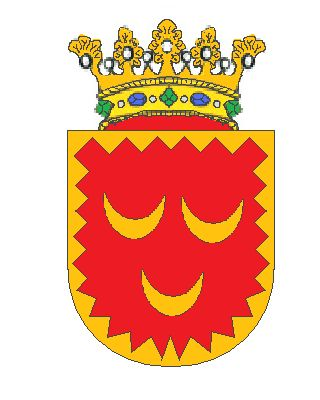
Escudo de la familia Crescenzi.

Crescencio II (¿? – 998), noble romano conocido como Crescencio el Joven, hijo de Crescencio I y miembro de la familia Crescenzi, aprovechó la minoría de edad del emperador Otón III, para autoproclamarse patricio romano y pasar a liderar a la nobleza romana.
En 984 conspiró junto con su padre para conseguir volver a sentar en el trono papal al antipapa Bonifacio VII enfrentándose con ello a la facción imperial que había apoyado y elegido como papa a Juan XIV.
El enfrentamiento entre la facción romana y la imperial desembocó en la encarcelación y posterior muerte de Juan XIV y la usurpación durante casi un año del trono pontificio por el antipapa Bonifacio VII.
El conflicto entre el emperador y Crescencio II se solucionó cuando falleció el antipapa Bonifacio en 985 y resultó elegido para ocupar el solio pontificio Juan XV que contó con el apoyo de ambas partes hasta que en 996, acusado de nepotismo, fue expulsado de Roma por Crescencio.
Esta expulsión provocó el primer viaje a Italia del emperador Otón III, aunque cuando arribó a Roma, Juan XV ya había fallecido, por lo que propició la elección como papa de Bruno, su propio primo, que tomó el nombre de Gregorio V y se convirtió en el primer papa alemán de la historia.
El nuevo papa y el emperador en un sínodo celebrado condenaron a los cabecillas de la rebelión, entre ellos Crescencio II, al destierro; pena que fue posteriormente conmutada por intercesión del propio Gregorio V
El nuevo papa sólo contaba con el apoyo imperial ya que el pueblo romano no aceptaba un papa extranjero rigiendo los destinos de la Iglesia, por lo que sólo hizo falta que Otón III abandonara Roma para que Crescencio II nombrase papa, en 997, a Juan Filigato, un obispo de origen griego, que tomó el nombre de Juan XVI.
El nombramiento de este antipapa obligó, en 998, al emperador Otón III a regresar nuevamente a Italia donde tras restaurar a Gregorio V, mandó mutilar y encarcelar a Juan XVI e hizo decapitar a Crescencio II.